# Melide, Ticino
Melide är en ort och kommun  i distriktet Lugano i kantonen Ticino, Schweiz. Kommunen har 1 783 invånare (2023).
Melide ligger vid en väg- och järnvägsbank över Luganosjön. I Melide ligger Swissminiatur, en miniatyrpark med bland annat 130 modeller av schweiziska byggnader. 

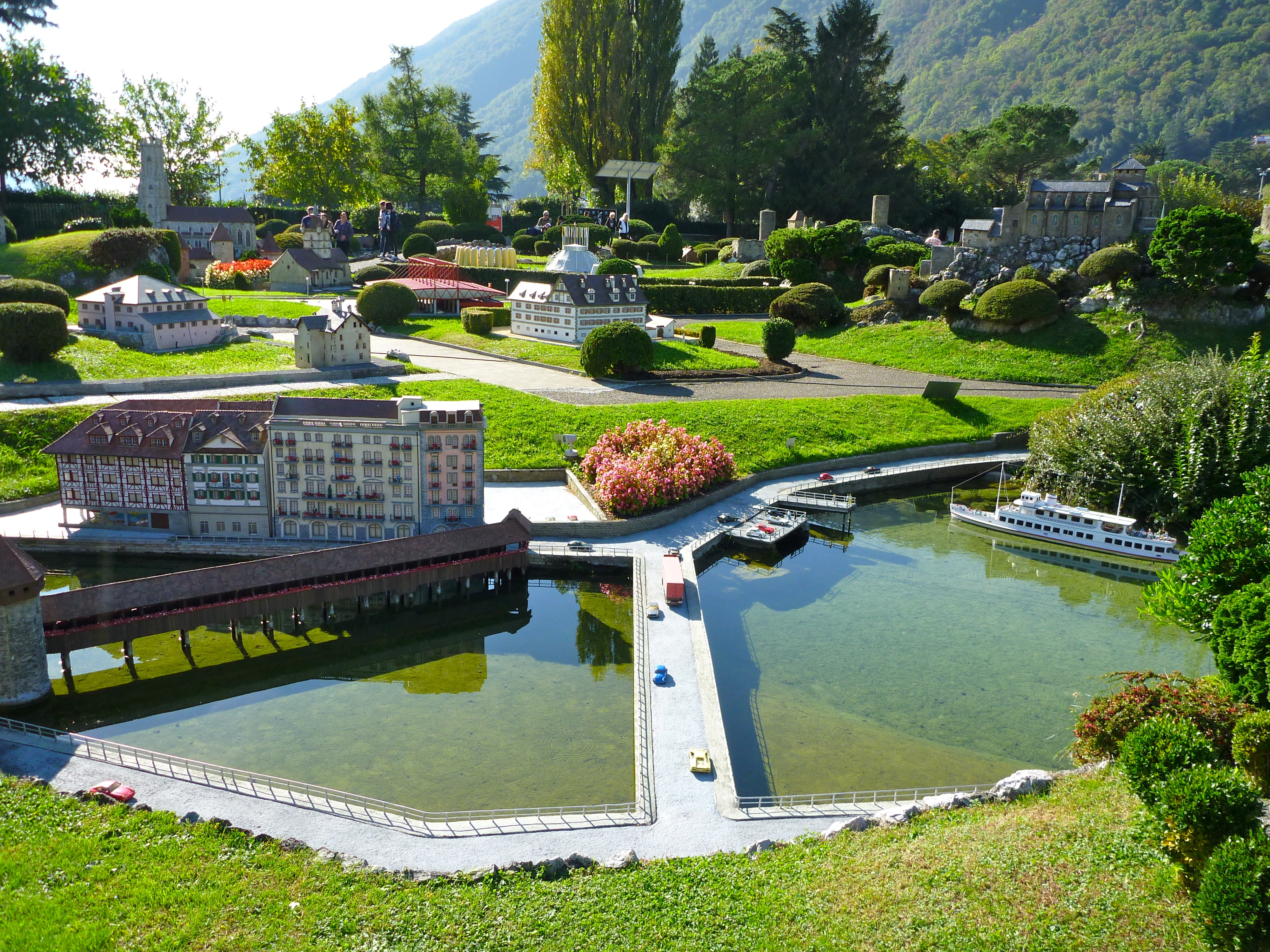
Swissminiatur